# Številka 5 (Pollock)
Številka 5 (1948) je slika iz leta 1948 Jacksona Pollocka, ameriškega slikarja, znanega po svojih prispevkih k gibanju abstraktnega ekspresionizma. Prodana je bila 22. maja 2006 za 140 milijonov dolarjev, kar je bila nova meja za najvišjo ceno za sliko, ki je bila presežena šele aprila 2011.

## Kompozicija
Slika je bila ustvarjena na vlakneni plošči, znani tudi kot kompozitna plošča, velikosti 8' x 4'. Za barvo se je Pollock odločil uporabiti tekoče barve. Natančneje, bile so barve iz sintetične smole (sijajni emajl), vendar se zaradi klasifikacije dela imenujejo oljne barve. Ob pregledu je bila siva, rjava, bela in rumena barva, posuta na način, ki ga mnogi še vedno dojemajo kot »gosto ptičje gnezdo«. Prvi odzivi na delo so bili porazni:
»Ste porabili denar za 'to'?« Prva reakcija Teda Dragona, Ossoriinega partnerja.

## Poškodba in predelava
Sliko je spremenil Pollock, potem ko je bila prvotno ustvarjena. Januarja 1949 je bila prikazana na samostojni Pollockovi razstavi v galeriji Betty Parsons. Od tu se je Alfonso A. Ossorio odločil kupiti kompozicijo 'kapljanje barve'; izbral je št. 5, 1948 in plačal 1500 $. To je bilo edino prodano platno s razstave. Na neki točki, verjetno med postopkom premikanja, se je slika po Grace Hartigan poškodovala. »Home Sweet Home [ladijsko podjetje] je prišlo s sliko v eni roki in kepo barve iz središča slike v drugi roki.« Hartigan je dal Pollocku nekaj barve in ta je sliko zakrpal, preden je odšla k Ossoriu, rekoč: »Nikoli ne bo vedel, nikoli ne bo vedel.« Ko je bila slika pozneje dostavljena Ossoriu, je trdil, da je opazil, da je »del barve - pravzaprav koža z vrha odprte pločevinke z barvo - zdrsnila« in pustila »neopazen madež sredi okoliške linearne jasnosti«, kot je pojasnil leta 1978 na predavanju na Yalu. Pollock je ponudil predelavo slike, vendar je po Hartiganovih besedah »celo stvar znova prebarval« in izjavil, da »nikoli nihče ne bo vedel, kako gledati moje slike, in ne bo opazil razlike.« Po treh tednih je Ossorio obiskal Pollockov studio, da bi pregledal sliko. Ossorio se je soočil z umetniškim delom, ki je bilo prebarvano na vlakneno ploščo, z »novimi lastnostmi bogastva in globine« kot rezultat Pollockovega »temeljitega, a subtilnega prebarvanja«. Jasno je bilo, da je bila Ossoriu slika kljub predelavi še vedno všeč in je še naprej trdil, da je »prvotni koncept ostal nedvomno prisoten, a potrjen in izpolnjen z novo kompleksnostjo in globino linearnega prepletanja. Bil je in je še vedno mojstrski prikaz nadzora in discipliniranega vida.« Pollock je popravil škodo na sliki tako, da je original popolnoma prebarval, v nasprotju s tem, kako se popravljajo druga umetniška dela. Rekonstrukcija ni le obdržala, temveč je okrepila metafizični koncept slike in je postala, kar Ossorio imenuje »čudovit primer umetnika, ki ima drugo priložnost«.

## Lastništvo
- Jackson Pollock: 1948 – januar 1949
- Alfonso A. Ossorio: januar 1949 – neznano
- Samuel Irving Newhouse, Jr.: Neznano
- David Geffen: Neznano – november 2006
- Efthimios Hatzis

Po poročilu v The New York Timesu 2. novembra 2006 je sliko prodal David Geffen, ustanovitelj založbe Geffen Records in soustanovitelj DreamWorks SKG, Davidu Martinezu, poslovodnemu partnerju Fintech Advisory Ltd, v zasebni prodaji za rekordno inflaciji prilagojeno ceno 140 milijonov $. Špekulira se, da je Geffen prodal sliko skupaj z dvema drugima, da bi zbral dovolj sredstev za ponudbo za Los Angeles Times. Pri prodaji je domnevno posredoval dražitelj Sotheby's Tobias Meyer, vendar je odvetniška družba Shearman & Sterling, LLP izdala sporočilo za javnost v imenu svoje stranke Davida Martineza, v katerem je objavila, da v nasprotju z nedavnimi članki v tisku, Martinez ni imel v lasti slike ali kakršnih koli pravic za pridobitev. Poleg zavrnitve, ki jo je izdal Shearman & Sterling, je strokovnjak za dražbe Josh Baer navedel, da Martinez ni bil kupec slike.

## V popularni kulturi
Besedilo pesmi The Stone Roses Going Down vključuje sklicevanje na sliko: »(Tam) izgleda kot slika - Številka 5 Jacksona Pollocka ...« Kitarist Stone Roses John Squire je ustvaril naslovnico za mnoge od izdaje skupine pri Silvertone Records v slogu, podobnem tistemu Jacksona Pollocka.
Slika je igrala osrednjo vlogo v filmu Ex Machina (2015), v katerem je generalni direktor tehnološkega podjetja milijarder Nathan Bateman (Oscar Isaac) lastnik slike in jo uporablja kot lekcijo za protagonista Caleba Smitha (Domhnall Gleeson), pri čemer ugotavlja, da št. 5, 1948 ne bi nikoli nastala, če bi Jackson Pollock naslikal samo tisto, kar je že vedel. To je v nasprotju z načinom, kako umetna inteligenca spoznava, s čimer se poudarja problem zavesti in epistemologije.